# The 7th Is Made Up of Phantoms
"The 7th Is Made Up of Phantoms" is een aflevering van de Amerikaanse televisieserie The Twilight Zone. Het scenario werd geschreven door Rod Serling.

## Plot

### Opening
Rod Serling stelt de kijker voor aan een legerpatrouille onder leiding van Generaal Custer. Spoedig zullen heden en verleden, om precies te zijn 25 juli 1964 en 25 juni 1876, samenkomen in de Twilight zone.

### Verhaal
Drie National Guardsoldaten van het Amerikaanse leger (William Connors, Michael McCluskey en Richard Langsford) nemen deel aan een wargame vlak bij de plaats waar in 1876 de slag bij de Little Bighorn plaatsvond. Ze volgen dezelfde route als George Armstrong Custer en zijn troepen.
Terwijl ze de route volgen, merken de mannen op dat het landschap begint te veranderen. Het lijkt erop dat ze langzaam terugreizen in de tijd. De volgende dag gebeurt met hen precies hetzelfde. Wanneer ze hun commandanten oproepen om te verklaren wat er is gebeurd, krijgen ze het bevel meteen terug te keren naar de basis. Dan wordt het contact verbroken.
Connors, McCluskey en Langsford laten hun tank achter en verkennen de omgeving te voet. Ze komen bij een groep indianententen. Het blijkt dat ze inderdaad terug in de tijd zijn gegaan en ze belanden midden in de slag bij Little Bighorn.
Terug in het heden is een reddingsteam op zoek naar de drie vermiste soldaten. Ze vinden enkel de verlaten tank. Dan ziet de commandant op een monument ter nagedachtenis van de gesneuvelde soldaten uit de slag bij Little Bighorn de namen van Connors, McCluskey en Langsford.

### Slot
Rod Serling sluit de aflevering af met een dialoog over de drie soldaten. Hij roept de kijker op dit voorval eens op te zoeken onder de “P” van Phantom in een geschiedenisboek, in een leeskamer ergens in de Twilight Zone.

## Rolverdeling
- Ron Foster: Sgt. Connors
- Randy Boone: Pfc. McCluskey
- Warren Oates: Cpl. Langsford
- Greg Morris: Luitenant
- Jeffrey Morris: Finnigan
- Wayne Mallory: verkenner
- Robert Bray: kapitein Dennet
- Lew Brown: sergeant
- Jacque Shelton: korporaal

## Trivia
- Deze aflevering staat op volume 19 van de dvd-reeks.
- De drie soldaten worden geacht deel te nemen aan een oorlogsspel, maar de wapens die ze bij zich hebben wanneer ze terugkeren in de tijd zijn geladen met echte kogels.